# 張仲民
張仲民（1920年10月7日—2015年2月9日），國立臺灣大學農學院農化系教授，安徽省廬江縣西北鄉人。

## 生平
曾祖父同萱公，前清進士。祖父璞庵公前清末科舉人。父雲亭公，科舉廢止後，因負擔家計無法外出求學，在家中私塾就讀。
張仲民11歲赴上海就讀小學。後進入上海中學初中部，南京安徽高中。1937年，決定再赴上海投考光華高中。發生813事變後，于上海以學生身份投入傷患救護工作。礙於局勢所逼，續以流亡學生身份繼續在長沙接受醫護訓練後，編入紅十字會第40醫療隊為軍民服務。在江西上饒完成高中學業後，輾轉考入由周楨擔任院長之福建農學院農藝學系就讀。大學四年級時的論文指導教授陳振鐸隨陳儀赴臺之前，特示意張仲民畢業後可考慮赴台灣工作。1946年張仲民畢業，返鄉拜別父母後，同年由上海登船赴臺，8月17日抵達基隆港，8月19日赴臺灣大學農學院報到，到1962年成立土壤調查研究室，至1988年9月退休並接受名譽教授榮銜之間，除其中一年赴美國奧勒崗州立大學從事研究工作外，任教40餘年均未離開臺灣大學農學院農化系。

## 重要經歷
1946年8月-1952年7月 臺大農業化學系助教
1952年8月-1956年7月 臺大農業化學系講師
1956年8月-1961年7月 臺大農業化學系副教授
1961年8月-1989年7月 臺大農業化學系教授
1989年8月-迄今 臺大農業化學系名譽教授
1955，1962-1967，1974年 擔任考試院高等考試襄試委員。
1958-1960年 兼任省立法商學院地政學系兼任副教授。
1959年 擔任行政院退輔會委託臺大代辦臺灣山地園藝資源開發技術講習班講師。
1962年 創立農化系土壤調查與分類研究室。
1964，1965年 擔任考試院特種考試襄試委員。
1964，1965，1977年 擔任考試院檢定考試評閱委員。
1964-1976年 擔任臺大農學院全院一年級學生暑期農場實習總指導。
1965年 擔任農林廳林務局造林技術研習中心講師。
1967年8月起一年 至美國Oregon State University進修一年。
1968-1970年 兼任中國文化學院園藝系兼任教授。
1969年 擔任臺灣省公務人員公費留學命題及閱卷委員。
1970年 擔任臺灣省政府暨所屬各機關薦派及委派人員詮定任用資格考試襄試委員。
1971年 擔任考試院中央及地方各機關現職派用人員詮定任用資格考試襄試委員。
1971年 擔任中華民國中山學術文化基金會中山自然科學大辭典化學編輯委員會撰稿人。
1972年 擔任教育部課程委員會委員。
1972年 擔任徐氏基金會科學圖書編譯委員會編譯委員兼土壤肥料組召集人。
1974年8月-1975年7月 擔任中國農業化學會理事長。
1976年8月-1979年7月 擔任臺大農學院附設農業試驗場管理組主任。
1979年8月-1982年7月 擔任臺大農學院附設農業試驗場副場長。
1980，1983年 擔任金馬地區公務人員升等暨現職公務人員詮定資格考試襄試委員。
1980-1984年 擔任考試院高等考試典試委員。
1982年 擔任國立編譯館生態名詞審查委員。
1987-1993年 擔任經濟部中央標準局農業國家標準起草委員會委員。
1989年8月起 臺大農化系退休
1989年8月起 臺大名譽教授

## 著作與論文
著作
- 陳振鐸、張仲民。1948。土壤學實驗講義。臺灣糖業公司糖業試驗所。
- . 國立編譯館. 1987. ISBN 978-957-9510-90-5.
- . 徐氏基金會. 1978. ISBN 978-957-18-0369-2.
- . 徐氏基金會. 1991. ISBN 978-957-18-0093-6.
- .   [2016-01-08]. ISBN 9788017300245. （原始内容存档于2016-04-01）.
- .   [2016-01-08]. ISBN 9788017300740. （原始内容存档于2016-03-26）.
- .   [2022-02-01]. （原始内容存档于2019-09-12）.
- . ISBN 9789571800936.
- . 徐氏基金會. 1977.
- . 國立臺灣大學農化學系. 2003.

論文
- Chen*, Z. S., K. C. Lin, and J. M. Chang. 1989. Soil characteristics, pedogenesis, and classification of Beichateinshan Podzolic soils, Taiwan. J. Chinese Agric.  Chem. Soc.  27: 145-155. (In Chinese).
- Chen*, Z. S., and J. M. Chang. 1989. Morphology, classification and topography Relationships of the Yenliao soils, Taiwan. J. Chinese Agric.  Chem. Soc. 27:156-166. (In Chinese).
- Chen*, Z.S., R.H. Hwang, and J.M. Chang. 1989. Distribution of heavy metals in the Taiwan agricultural soils: I. Distribution of Cd and Zn in the four soil fractions.  J. Chinese Agric.  Chem. Soc. 27: 331-335. (In Chinese).
- Huang, R.H., Z. S. Chang*, and J.M. Chang. 1988. Comparison of extraction for metals in Taiwan representative soils.  J. Chinese Agric. Chem. Soc.26: 476-485。
- Lin, K. C., Z. S. Chen*, and J. M. Chang. 1988. Morphology, physicochemical properties, and classification of Lalashan Podzolic soils of northern Taiwan. J. Chinese Agric. Chem. Soc. 26: 503-514. (In Chinese).
- Chen*, Z. S., and J. M. Chang. 1985. An investigation on the composition, distribution and their pedogenic characteristics of free oxides in well drainged paddy soils. Memoirs of the College of Agriculture, National Taiwan University. 25:22-39. (In Chinese).
- Chen*, Z. S., and J. M. Chang. 1984.  Morphology, mineral composition and formation model of plinthite in the Taiwan soils. (1).Paddy soils of the seashore district of Taoyuan. Memoirs of the College of Agriculture, National Taiwan University. 24: 65-82. (In Chinese).
- Chang*, J.M., Z.S. Chen, C.C. Chen, and C.F. Lin. 1983. Soil fertility characteristics of Taoyuan paddy soils and their significance in soil numerical classification: I. Alluvial soils in Kaohsiung-Pingtung region and latosols and lateritic alluvial soils in Taoyuan prefecture. J. Agric. Assoc. China, New series 123:50-68. (In Chinese).
- Chang*, J. M., and Z.S. Chen. 1982. Morphology, physicochemical properties, genesis, and numerical classification of the seashore district soils of Taoyuan, Taiwan. J. Agric. Assoc. China, New series No.  119:1-24. (In Chinese).
- Chen*, Z.S., T.T. Chen, J.M. Chang, and K. Chida.1978. Clay mineral compostion in paddy fields of Taiwan soil Groups as related to nitrogen mineralization and rice production. J. Chinese Agric. Chem. Soc.16 (3-4):143-160. (In Chinese).
- Chen*, Z. S., D. H. Lin, H. Y. Guo, Z. Y. Hseu, J. C. Liu, H. C. Chiang, and J. M. Chang. 1996.  Introduction of Taiwan soil monolith exhibited at National Taiwan University and Taiwan Agricultural Research Institute.Published by Department of Agricultural Chemistry, National Taiwan Univeresity, Taipei, Taiwan. 26 p.
- Chang, J. M., and Chen*, Z. S. 1985. A study on the fertility characteristics of Taiwan paddy soils by Numerical Taxonomy methods. pp. 55-74. InFood and Fertilizer Technology Center for the Asian and Pacific Region FFTC/ASPAC (ed.). Soil Taxonomy: Review and use in the Asian and Pacific Region. FFTC/ASPAC Book series No. 29.
- Chen, Z. S. 1984. A model for the nowadays soil survey and classification of paddy soils of Taiwan: The study on the formation, genesis and classification of the seashore district paddy soils in Taoyuan, Taiwan. 357p. Ph. D. dissertation. Graduate Institute of Agricultural Chemistry, National Taiwan University, Taipei, Taiwan. (Advisor by Prof. J.M. Chang). (In Chinese, with English abstract, figures and tables).
- Chen, S. D., J. M. Chang*, and Z. S. Chen. 1986. The soils of Lanhsu. pp. 139-167. Proceedings of 1986 annual meeting of Association of Agricultural Society of Taiwan. (In Chinese).
- Chang, J.M., and Z. S. Chen*. 1985. A study on the fertility characteristics of Taiwan paddy soils by Numerical Taxonomy methods. FFTC/ASPAC (editor). Proceedings of International Workshop on Soil Taxonomy and Characterization of Tropical Soils.March 3-8, 1985, Taichung, Taiwan, Republic of China. (Invited speaker).
- 黃盛洛、張仲民、余業璇。1978。洋菇各採收週期產量間及其與全期產量間之相關關係。臺灣洋菇雜誌社，2(2)，29-39。
- 張仲民、黃盛洛、吳興隆、余業璇。1978。氮肥與激勃素對南非鴿草冬季生長效應試驗。中國畜牧學會會誌，7(3-4)，83-90。
- 張仲民。1975。金門島之紅土。中華農學會報，新92期，112-126。
- 張仲民。1975。大屯山區玄武岩與集塊岩育成土壤之黏土礦物及其相關化學性質研究。中國農業化學會誌。13(1-2)，46-57。
- 張仲民。1974。大屯山區兩輝角閃安山岩與含橄欖石角閃兩輝安山岩育成土壤之黏土礦物及其相關化學性質研究。中國農業化學會誌。12(1-2)，36-53。
- 張仲民。1972。大屯山區火山岩屑與兩輝安山岩育成土壤之黏土礦物及其相關化學性質研究。國立臺灣大學農學院研究報告，13(2)，119-136。
- 張仲民。1971。利用綠肥及其他有機物質改良洋菇覆土及生產之研究。臺灣區第三屆洋菇學術研討會，pp. 139-147。
- 張仲民。1971。臺灣灰化土之黏土礦物及其相關化學性質研究。中國農業化學會誌。9(1-2)，36-48。
- 張仲民。1971。臺灣各氣候區砂岩土壤中黏粒之礦物組成分。國立臺灣大學農學院研究報告。12(2)，24-40。
- 張仲民。1969。臺灣棕色森林土之剖面形態及黏土礦物之研究。中國農業化學會誌。7(3-4)，75-82。
- 張仲民。1966。臺灣看天田土壤之剖面形態及黏土礦物之研究。中國農業化學會誌。4(3-4)，79-94。
- 張仲民。1966。森林土壤管理之理論與實際。台灣林業季刊，第二卷，第一期，1-44。
- 張仲民。1965。台灣鹽漬土之剖面型態及黏土礦物之研究。中國農業化學會誌。3（3-4），85-96。
- 張仲民。1964。臺灣沖積土之剖面形態及黏土礦物之研究。中國農業化學會誌。2(3-4)，109-122。
- Chang, J. M., K. H. Houng and T. T. Chen. 1962. Profile and clay mineral studies of Taiwan soils. Bull Agric Chem Natl Taiwan Univ 11:22-43.
- 張仲民。1957。土壤改良與鋸屑利用。林業叢刊，第十三號，1-16。
- 張仲民。1957。高嶺石與蒙特石。台灣林業季刊，第二卷，第一期，35-42。
- 張仲民。1957。台灣之森林土壤。台灣大學農學院專刊，第四號，189-194。
- 張仲民。1954。臺灣省新竹縣關西鎮茶園土壤。農林通訊，5（4）~ 6（1），1-96。
- 張仲民。1953。台灣大學農學院農事試驗場農藝分場之土壤肥力。台大農化第二號，1-20。
- 陳振鐸、張仲民、魏金塗。1951。由土壤性質探討石灰氮氣之施用法（第二報）。農業研究，2（3），32-46。
- 陳振鐸、張仲民。1950。甘蔗肥料試驗報告。甘蔗研究，第4卷，第7期，165-213。
- 陳振鐸，張仲民。1948。亞硫酸培養甘蔗花穗之研究。甘蔗研究，第2卷，第4期，21-30。
- 陳振鐸、張仲民。1948。水稻田施用石灰之初步研究。農報，第二卷，第一期，19-25。
- 陳振鐸、張仲民、魏金塗。1948。由土壤性質探討石灰氮氣之施用法。中國熱帶農學會報，1 (1) 36-51。

## 學術榮譽
- 1976年中國農化學會「學術榮譽獎」[2][與來源不符]
- 1986年中華農學會「學術事業成就獎」[3][與來源不符]
- 1987年中華土壤肥料學會「學會奬」[4][與來源不符]

## 家庭
妻陳蘭英，原服務于審計部，後調往台中台灣審計處，因距離臺北甚遠，無法兼顧家庭，再次請調至臺灣省鐵路局，貨運服務所擔任高級業務員，直至退休。
育三兒，五個孫子